# (2582) Harimaya-Bashi
(2582) Harimaya-Bashi (1981 SA) – planetoida z pasa głównego asteroid okrążająca Słońce w ciągu 5,73 lat w średniej odległości 3,2 j.a. Odkryta 26 września 1981 roku.